# Landtagspräsident (Deutschland)
Ein Landtagspräsident ist der Parlamentspräsident eines deutschen Landesparlaments. Er leitet im Wechsel mit seinen Stellvertretern die Plenarsitzungen des Landtags, führt Wahlen und Abstimmungen durch und vertritt das Parlament in parlamentarischen und Verwaltungsangelegenheiten nach außen. Er wird von den Landtagsabgeordneten aus deren Mitte gewählt und bildet zusammen mit den Vizepräsidenten und ggf. weiteren Mitgliedern das Präsidium oder den Vorstand. Im Einvernehmen mit diesem Lenkungsgremium führt er die Dienstaufsicht über die Bediensteten des Landtags.
Die Landtagspräsidenten sind in der „Konferenz der Präsidentinnen und Präsidenten der deutschen Landesparlamente, des Deutschen Bundestages und des Bundesrates“ zusammengeschlossen. Dort werden insbesondere Fragen der internen und externen Herausforderungen der Landesparlamente, deren Arbeit, Stellung und Aufgaben, Fragen des Föderalismus, des Parlaments- und des Abgeordnetenrechts behandelt.
Die Landtagspräsidenten erhalten eine um eine Funktionszulage erhöhte Abgeordnetenentschädigung.

## Aktuelle Landtagspräsidenten der deutschen Landesparlamente
Die folgende Übersicht nennt die 16 amtierenden Landtagspräsidenten (elf Frauen und fünf Männer). Die Unionsparteien CDU und CSU stellen zusammen acht Landtagspräsidenten, die SPD sieben und Bündnis 90/Die Grünen einen Landtagspräsident.
Traditionell wird der Kandidat der größten Landtagsfraktion zum Präsidenten gewählt, wobei in Einzelfällen von dieser Tradition abgewichen wurde: So wählten die Abgeordneten der 14. Bremischen Bürgerschaft am 4. Juli 1995 den CDU-Politiker Reinhard Metz zu ihrem Präsidenten, obwohl die CDU zwar mit 37 Sitze genauso viele Mandate wie die SPD-Fraktion, doch bei der Bürgerschaftswahl 1995 genau 2.700 Stimmen oder 0,8 Prozent weniger als die SPD erhalten hatte. Die Abgeordneten des Thüringer Landtags wählten am 28. September 2024 Thadäus König (CDU) zum Landtagspräsidenten, obwohl die CDU-Fraktion mit 23 Sitzen hinter der AfD-Fraktion mit 32 Sitzen nur zweitstärkste Kraft war.
Die aktuell dienstälteste Landtagspräsidentin ist die Präsidentin der Hamburgischen Bürgerschaft Carola Veit (SPD, im Amt seit 2011).
| Land                   | Foto            | Name                  | Amtsbezeichnung                                   | Partei | Partei                | seit |
| ---------------------- | --------------- | --------------------- | ------------------------------------------------- | ------ | --------------------- | ---- |
| Baden-Württemberg      |                 | Muhterem Aras         | Präsidentin des Landtags von Baden-Württemberg    |        | Bündnis 90/Die Grünen | 2016 |
| Bayern                 |                 | Ilse Aigner           | Präsidentin des Bayerischen Landtags              |        | CSU                   | 2018 |
| Berlin                 |                 | Cornelia Seibeld      | Präsidentin des Abgeordnetenhauses von Berlin     |        | CDU                   | 2023 |
| Brandenburg            |                 | Ulrike Liedtke        | Präsidentin des Landtags Brandenburg              |        | SPD                   | 2019 |
| Bremen                 |                 | Antje Grotheer        | Präsidentin der Bremischen Bürgerschaft           |        | SPD                   | 2023 |
| Hamburg                |                 | Carola Veit           | Präsidentin der Hamburgischen Bürgerschaft        |        | SPD                   | 2011 |
| Hessen                 |                 | Astrid Wallmann       | Präsidentin des Hessischen Landtags               |        | CDU                   | 2022 |
| Mecklenburg-Vorpommern |                 | Birgit Hesse          | Präsidentin des Landtags Mecklenburg-Vorpommern   |        | SPD                   | 2019 |
| Niedersachsen          |                 | Hanna Naber           | Präsidentin des Niedersächsischen Landtags        |        | SPD                   | 2022 |
| Nordrhein-Westfalen    |                 | André Kuper           | Präsident des Landtags Nordrhein-Westfalen        |        | CDU                   | 2017 |
| Rheinland-Pfalz        |                 | Hendrik Hering        | Präsident des Landtags Rheinland-Pfalz            |        | SPD                   | 2016 |
| Saarland               |                 | Heike Winzent         | Präsidentin des Landtags des Saarlandes           |        | SPD                   | 2022 |
| Sachsen                |                 | Alexander Dierks      | Präsident des Sächsischen Landtags                |        | CDU                   | 2024 |
| Sachsen-Anhalt         |                 | Gunnar Schellenberger | Präsident des Landtags von Sachsen-Anhalt         |        | CDU                   | 2021 |
| Schleswig-Holstein     | Kristina Herbst | Kristina Herbst       | Präsidentin des Schleswig-Holsteinischen Landtags |        | CDU                   | 2022 |
| Thüringen              |                 | Thadäus König         | Präsident des Thüringer Landtags                  |        | CDU                   | 2024 |

## Aktuelle Vizepräsidenten deutscher Landesparlamente
Die folgende Liste enthält die Vizepräsidenten der deutschen Landesparlamente sowie alle Parteien, die laut Geschäftsordnung im jeweiligen Parlament explizit Anspruch auf einen solchen Posten hätten, bspw. wenn festgelegt ist, dass jede Fraktion einen Vizepräsidenten stellt. Die Spalte „seit“ beachtet nur die ununterbrochene Amtszeit, nicht etwaige frühere Amtszeiten vor einer Unterbrechung.
| Land                   | Partei | Partei | Name                     | seit   |
| ---------------------- | ------ | ------ | ------------------------ | ------ |
| Baden-Württemberg      |        | CDU    | Wolfgang Reinhart        | 2021   |
| Baden-Württemberg      |        | SPD    | vakant                   | vakant |
| Bayern                 |        | CSU    | Tobias Reiß              | 2023   |
| Bayern                 |        | FW     | Alexander Hold           | 2018   |
| Bayern                 |        | Grüne  | Ludwig Hartmann          | 2023   |
| Bayern                 |        | SPD    | Markus Rinderspacher     | 2018   |
| Bayern                 |        | AfD    | vakant                   | vakant |
| Berlin                 |        | SPD    | Dennis Buchner           | 2023   |
| Berlin                 |        | Grüne  | Bahar Haghanipour        | 2021   |
| Brandenburg            |        | AfD    | Daniel Münschke          | 2024   |
| Brandenburg            |        | BSW    | Jouleen Gruhn            | 2024   |
| Brandenburg            |        | CDU    | Rainer Genilke           | 2024   |
| Bremen                 |        | Grüne  | Sahhanim Görgü-Philipp   | 2023   |
| Bremen                 |        | CDU    | Christine Schnittker     | 2023   |
| Hamburg                |        | Grüne  | Mareike Engels           | 2020   |
| Hamburg                |        | CDU    | André Trepoll            | 2020   |
| Hamburg                |        | Linke  | Deniz Çelik              | 2020   |
| Hessen                 |        | CDU    | Frank Lortz              | 2009   |
| Hessen                 |        | SPD    | Daniela Sommer           | 2024   |
| Hessen                 |        | Grüne  | vakant                   | vakant |
| Hessen                 |        | FDP    | René Rock                | 2024   |
| Mecklenburg-Vorpommern |        | CDU    | Beate Schlupp            | 2011   |
| Mecklenburg-Vorpommern |        | Linke  | Elke-Annette Schmidt     | 2021   |
| Niedersachsen          |        | SPD    | Marcus Bosse             | 2022   |
| Niedersachsen          |        | SPD    | Sabine Tippelt           | 2022   |
| Niedersachsen          |        | CDU    | Jens Nacke               | 2022   |
| Niedersachsen          |        | CDU    | Barbara Otte-Kinast      | 2022   |
| Niedersachsen          |        | Grüne  | Tanja Meyer              | 2024   |
| Nordrhein-Westfalen    |        | SPD    | Rainer Schmeltzer        | 2022   |
| Nordrhein-Westfalen    |        | Grüne  | Berivan Aymaz            | 2022   |
| Nordrhein-Westfalen    |        | FDP    | Christof Rasche          | 2022   |
| Rheinland-Pfalz        |        | SPD    | Kathrin Anklam-Trapp     | 2023   |
| Rheinland-Pfalz        |        | CDU    | Matthias Lammert         | 2021   |
| Saarland               |        | CDU    | Dagmar Heib              | 2022   |
| Saarland               |        | SPD    | Christina Baltes         | 2022   |
| Sachsen                |        | CDU    | Ines Saborowski          | 2024   |
| Sachsen                |        | AfD    | André Wendt              | 2019   |
| Sachsen                |        | BSW    | Jörg Scheibe             | 2024   |
| Sachsen                |        | SPD    | Albrecht Pallas          | 2024   |
| Sachsen-Anhalt         |        | CDU    | Anne-Marie Keding        | 2021   |
| Sachsen-Anhalt         |        | Linke  | Wulf Gallert             | 2016   |
| Sachsen-Anhalt         |        | AfD    | vakant                   | vakant |
| Schleswig-Holstein     |        | Grüne  | Eka von Kalben           | 2022   |
| Schleswig-Holstein     |        | CDU    | Peter Lehnert            | 2022   |
| Schleswig-Holstein     |        | SPD    | Beate Raudies            | 2022   |
| Schleswig-Holstein     |        | FDP    | Annabell Krämer          | 2017   |
| Schleswig-Holstein     |        | SSW    | Jette Waldinger-Thiering | 2022   |
| Thüringen              |        | AfD    | vakant                   | vakant |
| Thüringen              |        | BSW    | Steffen Quasebarth       | 2024   |
| Thüringen              |        | Linke  | Lena Saniye Güngör       | 2024   |
| Thüringen              |        | SPD    | Cornelia Urban           | 2024   |